# 396 هـ
396 هـ هي سنة في التقويم الهجري امتدت مقابلةً في التقويم الميلادي بين سنتي 1005 و1006.

## مواليد
- أبو إسماعيل الهروي

## وفيات
- أحمد بن عبد الله الباجي
- مخلد الباقرحي